# SIGTRAN
SIGTRAN és el nom, derivat del transport de senyalització, de l'antic grup de treball Internet Task Force (I) que va produir especificacions per a una família de protocols que proporcionen un servei de datagrames fiable i adaptacions de capa d'usuari per als protocols de comunicacions del sistema de senyalització i RDSI. Els protocols SIGTRAN són una extensió de la família de protocols SS7 i admeten els mateixos paradigmes d'aplicació i gestió de trucades que SS7. Tanmateix, els protocols SIGTRAN utilitzen un transport de protocol d'Internet (IP) anomenat Stream Control Transmission Protocol (SCTP), en comptes de TCP o UDP. De fet, el protocol més significatiu definit pel grup SIGTRAN és SCTP, que s'utilitza per transportar senyalització PSTN a través d'IP.
El grup SIGTRAN es va veure molt influenciat pels enginyers de telecomunicacions amb la intenció d'utilitzar els nous protocols per adaptar les xarxes IP a la PSTN amb especial consideració a les aplicacions de senyalització. Recentment, SCTP està trobant aplicacions més enllà del seu propòsit original allà on es desitgi un servei de datagrames fiable.
SIGTRAN s'ha publicat a la RFC 2719, sota el títol Framework Architecture for Signaling Transport. RFC 2719 també defineix el concepte de passarel·la de senyalització (SG), que converteix els missatges de senyalització de canal comú (CCS) de SS7 a SIGTRAN. Implementada en una varietat d'elements de xarxa, inclosos softswitches, la funció SG pot proporcionar un valor significatiu a les xarxes de senyalització de canals comuns existents, aprofitant les inversions associades a SS7 i proporcionant els valors de cost/rendiment associats amb el transport IP.

## Protocols SIGTRAN
La família de protocols SIGTRAN inclou:
- Protocol de transmissió de control de flux (SCTP), RFC 2960, RFC 3873, RFC 4166, RFC 4960.
- Adaptació d'usuari RDSI (IUA), RFC 4233, RFC 5133.
- Capa d'adaptació d'igual a igual (M2PA) d'usuari de la part 2 de transferència de missatges (MTP),RFC 4165.
- Capa d'adaptació d'usuari de la part 2 de transferència de missatges (M2UA), RFC 3331.
- Capa d'adaptació d'usuari de la part 3 de transferència de missatges (M3UA), RFC 4666.
- Part de control de connexió de senyalització (SCCP) Adaptació d'usuari (SUA), RFC 3868.
- Adaptació d'usuari V5 (V5UA),RFC 3807.
- Adaptació d'usuari DPNSS / DASS2 (DUA), RFC 4129.

El protocol de transmissió de control de fluxos proporciona el protocol de transport per als missatges de la capa d'adaptació d'usuari SIGTRAN a través d'una xarxa IP. Es descriu a RFC 3873, RFC 4166 i RFC 4960.
L'IUA proporciona una capa d'adaptació SCTP per a la connexió perfecta dels missatges d'usuari Q.921 i la interfície de servei a través d'una xarxa IP. Alguns usuaris que admet són Q.931 i QSIG. S'especifica a la RFC 4233.
V5UA proporciona una capa d'adaptació SCTP per a la connexió perfecta dels missatges d'usuari i la interfície de servei V5.2 a través d'una xarxa IP. És una variació de IUA i s'especifica a [rfc:3807 la RFC 3807].
M2PA proporciona una capa d'adaptació SCTP per proporcionar un enllaç de senyalització SS7 MTP a través d'una xarxa IP. S'especifica a la RFC 4165. La diferència entre M2PA i M2UA es descriu a la secció 1.9 de RFC 4165.
M2UA proporciona una capa d'adaptació SCTP per a la connexió perfecta dels missatges d'usuari MTP de nivell 2 i la interfície de servei a través d'una xarxa IP. S'especifica a la RFC 3331.
M3UA proporciona una capa d'adaptació SCTP per al backhaul o peering sense problemes dels missatges d'usuari MTP de nivell 3 i la interfície de servei a través d'una xarxa IP. S'especifica a la RFC 4666.
SUA proporciona una capa d'adaptació SCTP per al backhaul o peering sense problemes dels missatges d'usuari i la interfície de servei de la part de control de connexió de senyalització a través d'una xarxa IP. S'especifica a la RFC 3868.

## Esquema
| Protocols SS7 |      |      |  |      |      |  |      |      |  |      |      |      | SCCP | SCCP |  |      |      |  |      |      |
| ------------- | ---- | ---- |  | ---- | ---- |  | ---- | ---- |  | ---- | ---- | ---- | ---- | ---- |  | ---- | ---- |  | ---- | ---- |
| Protocols SS7 | V5.2 | V5.2 |  | MTP3 | MTP3 |  | MTP3 | MTP3 |  | ISP  | ISP  |      | TCAP | TCAP |  | DSS1 | DSS1 |  | TCAP | TCAP |
| SIGTRAN       | V5UA | V5UA |  | M2UA | M2UA |  | M2PA | M2PA |  | M3UA | M3UA | M3UA | M3UA | M3UA |  | IUA  | IUA  |  | SUA  | SUA  |